# Fjällsjön (Alingsås socken, Västergötland)
Fjällsjön är en sjö i Alingsås kommun i Västergötland och ingår i Göta älvs huvudavrinningsområde. Sjön är 13,9 meter djup, har en yta på 0,0903 kvadratkilometer och är belägen 168,1 meter över havet.

## Delavrinningsområde
Fjällsjön ingår i det delavrinningsområde (643313-130294) som SMHI kallar för Mynnar i Hjällnäsbäcken. Medelhöjden är 175 meter över havet och ytan är 0,95 kvadratkilometer. Det finns inga avrinningsområden uppströms utan avrinningsområdet är högsta punkten. Vattendraget som avvattnar avrinningsområdet har biflödesordning 4, vilket innebär att vattnet flödar genom totalt 4 vattendrag innan det når havet efter 60 kilometer. Avrinningsområdet består mestadels av skog (90 procent). Avrinningsområdet har 0,09 kvadratkilometer vattenytor vilket ger det en sjöprocent på 9,5 procent.